# Operophtera fagata
Pour les articles homonymes, voir Phalène.
Espèce
Operophtera fagata, la Phalène du hêtre ou Cheimatobie du hêtre, est une espèce de lépidoptères (papillons) appartenant à la famille des Geometridae.

## Biologie
Vol en octobre à début décembre. Voler en hiver  permet aux chenilles d'être les premières à consommer les feuilles. La femelle est (microptère (elle ne possède que des moignons d'ailes).La femelle donne l'impression d'être moins présente, elle est en réalité plus difficile à observer. Operophtera fagata peut facilement être confondu avec Operophtera phagata qui se distingue par ses ailes postérieures grises.

Plantes-hôtes : bouleau, hêtre, érable champêtre, sorbier des oiseleurs.

### Méthode d'observation
Ce papillon est étudié avec des méthodes couramment utilisées dans l'étude des hétérocères : piège lumineux, constitué d'un groupe électrogène et d'une toile blanche. Il peut aussi être attiré à l'aide d'une miellée constituée de pommes pourries, de fruits rouges et rhum que l'on étale sur les arbres. 